# بحيرة نئور
بحيرة نئور أو نيور  هي بحيرة مياه عذبة والتي تُعَد أكبر بحيرة مياه عذبة في مدينة أردبيل في إيران. وتقع هذه البحيرة على سفح وادي باغيرو ويبلغ ارتفاعها عن سطح البحر 2500 متر، كما تبلغ مساحتها 210 هكتارات ومتوسط عمقها 5 أمتار. وتُعتبَر هذه البحيرة واحدة من أجمل البحيرات في إيران.

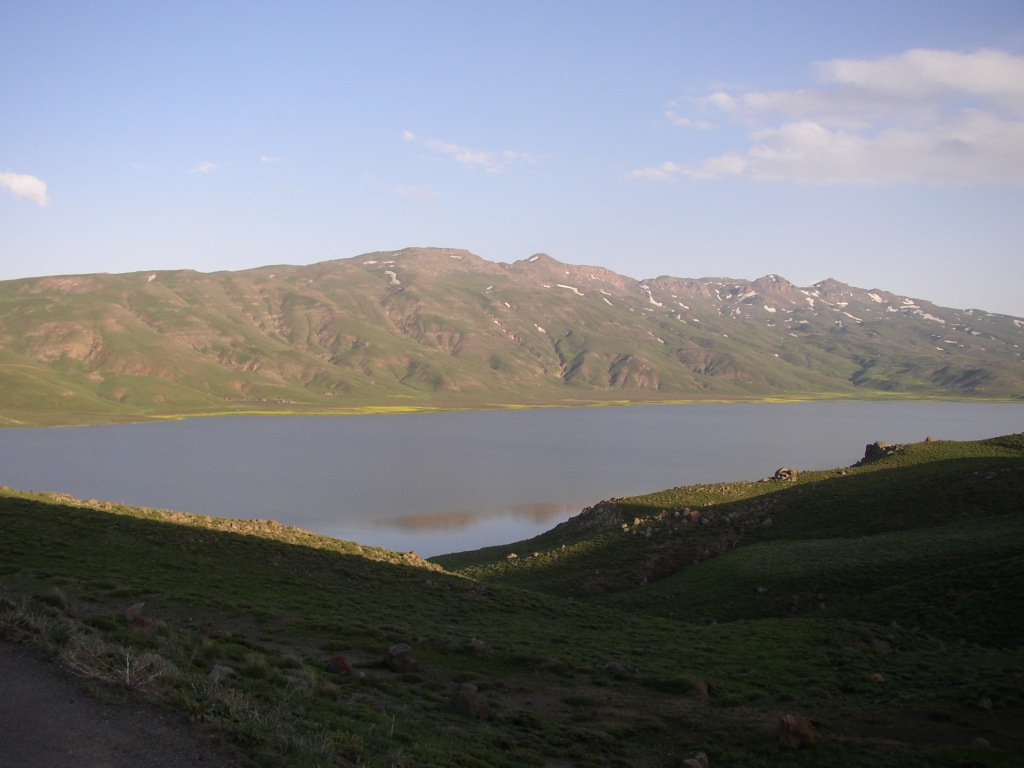
بحيرة نئور ذات المياه العذبة في إيران

## الموقع
تقع هذه البحيرة في أحد الوديان الجبلية في قرية بودالالو على مسافة 12 كيلومتر من مدينة خلخال وعلى بعد 48 كيلومتراً جنوب شرقي أردبيل.

## اقسام البحيرة
تتألف بحيرة نئور من بحيرتين احداها صغيرة والاخرى كبيرة وتنضمان إلى بعضهما البعض في فصل الربيع لتشكلا معاً بحيرة واحدة.

## الحياة البرية
تتمتع البحيرة والمنطقة المحيطة بها بأنواع مختلفة من النباتات البریة والمائیة. كما وانها موطن لبعض الأنواع من الطيور المهاجرة المارة، وانواع مختلفة من الاسماك كاسماك قوس قزح واسماك السلمون المرقط وبما ان البحيرة تُعَد محمية بيئية تحت إشراف وكالة حماية البيئة، لذلك فإن أي نوع من صيد الطيور المائیة ممنوع في البحيرة. وهذا يعني ان العوامل الطبيعية والبشرية غير مهددة  فيها. كما وتزدهر منطقة البحيرة بتربية النحل وتربية الحيوانات والزراعة.

## مهرجان صيد السلمون
تُطلَق كمية صغيرة من أسماك السلمون المرقطة في البحيرة كل عام وتُجمَع في موسم الشتاء بسبب الصقيع للحفاظ على نسل وعنصر جاماروس أو الغمّار في البحيرة. وتُعَد هذه الأسماك واحدة من أفضل الانواع في العالم حيث يتوافد عدد كبير من الناس كل عام لصيد الأسماك على شاطئ البحيرة مُشكّلين بذلك مهرجاناً سنوياً كبيراً.

## طالع ايضاً
- بحيرة زريبار
- بحر قزوين
- ينبوع بلقيس
- الحديقة الوطنية للنباتات في ايران
- حديقة الماء والنار
- ديزين
- منتجع توجال
- منتجع الوارس الدولي
- منتجع شمشك الدولي